# Ipomoea mairetii
Ipomoea mairetii es una especie fanerógama de la familia Convolvulaceae.

## Clasificación y descripción de la especie
Planta trepadora, voluble, postrada, perenne; tallo lignescente, liso o estriado, con muchos pelos; hoja ovada, de 10 a 20 cm de largo, de 8.5 a 16 cm de ancho, ápice acuminado, mucronulado; inflorescencia con 1 a 17 flores; sépalos subiguales, ovados u ovado-alargados, de 1.2 a 1.7 cm de largo, agudos, densamente pubescentes, pelos cortos; corola con forma de embudo (infundibuliforme), de 4.5 a 6 cm de largo, rosada a rosada intensa, tubo blanco o rosado; el fruto es una cápsula subglobosa, algo comprimida, de 1.2 a 1.5 cm de diámetro, con 6 semillas, elipsoides, triangulares, de 6 a 7 mm de largo, puberulentas.

## Distribución de la especie
En México se distribuye desde la Sierra Madre del Sur, en la vertiente del Pacífico (estados de Sinaloa, Michoacán, Veracruz, Guerrero, Oaxaca), hasta Centroamérica (Guatemala).

## Ambiente terrestre
Se desarrolla tanto en bosque tropical caducifolio como en la zona transicional entre este y el bosque de encino. La altitud donde se ha observado va de los 700 a los 1400 m s.n.m. Florece de febrero a abril y se encuentra con frutos de abril a mayo.

## Estado de conservación
No se encuentra bajo ningún estatus de protección.